# Arroyo Tamanduá
Der Arroyo Tamanduá ist ein Fluss im Norden Uruguays.
Er entspringt auf dem Gebiet des Departamento Artigas in der Cuchilla Yacaré Cururú einige Kilometer südlich der Departamento-Hauptstadt Artigas nahe Puntas de Tamanduá. Von dort fließt er in nördliche Richtung, unterquert die Ruta 4 und mündet wenige hundert Meter nordwestlich von Artigas als linksseitiger Nebenfluss in den Río Cuareim.